# Üzümlü
Üzümlü és un poble i districte de la província d'Erzincan, Turquia. La seva població a 2018 és de 14.390; 7.192 dones i 7.198 homes. Abans de ser districte era una vila, anomenat Cimin, a 20 km a l'est d'Erzincan, centre provincial. El seu product més conegut, raïms de Cimin son registrats com a denominació local. El (nou) nom del districte, "Üzümlü", significa "(un lloc) amb raïm" en turc.